# エルファゼパム
エルファゼパム（英：Elfazepam）はベンゾジアゼピン誘導体である薬物である。おそらく、他のベンゾジアゼピン系薬物と同様に鎮静薬と抗不安薬としての作用がある。
動物における食欲増進薬。飼料摂取量を増加させる作用機序は明確ではなく、研究対象になっている。エルファゼパムは胃酸分泌を抑制することが分かっている。